# Lista de filmes e documentários relacionados ao Porto
A cidade do Porto, em Portugal, a juntar ao seu espólio arquitectónico, histórico e cultural—que lhe valeu o majestoso título de “Património da Humanidade”, atribuído pela Unesco, goza também de um abundante  espólio cinematográfico.

## A Saída do Pessoal Operário da Fábrica Confiança
- Título original: A Saída do Pessoal Operário da Fábrica Confiança
- Ano: 1896
- Realizador: Aurélio da Paz dos Reis
- Lugares de Rodagem: Rua de Santa Catarina, Porto
- Versão original: mudo
- Género: documentário
- Sinopse: Considerado o primeiro filme português, é uma curta-metragem réplica do filme dos irmãos Lumière (1894 - 1895) La Sortie de l'usine Lumière à Lyon. Outros filmes do mesmo realizador sobre o Porto: Feira de Gado na Corujeira, Chegada de um Comboio Americano a Cadouços, O Jogo do Pau, Rio Douro, No Jardim e O Mercado do Porto'.

## A Cidade do Porto
- Título original: A Cidade do Porto
- Ano: 1913
- Realizador: desconhecido
- Companhia Produtora: Invicta Film
- Lugares de Rodagem: Porto
- Versão original: mudo
- Género: documentário
- Sinopse: Documentário que aborda a cidade do Porto na perspectiva arquitectónica, no cômputo cultural e das tradições das freguesias típicas da cidade invicta.

## A Feira do Porto no Palácio de Cristal
- Título original: A Feira do Porto no Palácio de Cristal
- Ano: 1921
- Realizador: desconhecido
- Companhia Produtora: Invicta Film
- Lugares de Rodagem: Palácio de Cristal, no Porto
- Versão original: mudo
- Género: documentário
- Sinopse: Documentário que relata uma efeméride importante na perspectiva cultural, mas também económica, já que o volume de pessoas provenientes de fora do Porto e que se deslocaram à cidade por via da realização desta feira foi considerável. Assim, este documentário visava dar a conhecer (por via da imagem) o pulsar da actividade comercial, tão importante para o desenvolvimento do burgo portuense.

## Douro, Faina Fluvial
- Título original: Douro, Faina Fluvial
- Ano: 1931
- Realizador: Manoel de Oliveira
- Lugares de Rodagem: Porto
- Versão original: português
- Género: documentário
- Sinopse: Um documentário de cerca de 20 minutos sobre a cidade do Porto e a sua mais importante via de comunicação: o rio Douro. Oscila entre uma corrente mais tradicionalista e uma corrente experimentalista, muito em voga nessa altura.

## Imagens do Porto
- Título original: Imagens do Porto
- Ano: 1934
- Director: desconhecido
- Companhia Produtora: Ulyssea Filmes
- Lugares de Rodagem: cidade do Porto
- Versão original: português
- Género: documentário
- Sinopse: Documentário que aposta sobretudo na divulgação das paisagens mais características do Porto, como a Ribeira e a Foz do Douro e ainda a sumptuosidade de muitos dos seus monumentos. Este documentário aborda ainda aspectos da vida quotidiana do portuense, incidindo mais nas profissões tradicionais, como a tanoaria, a cordoaria, entre outras.

## Aniki-Bobó
- Título original: Aniki-Bobó
- Ano: 1942
- Realizador: Manoel de Oliveira
- Lugares de Rodagem: Porto
- Versão original: português
- Género: documentário
- Sinopse: A história é simples, real, ambientada no mesmo cenário de Douro, Faina Fluvial: a zona ribeirinha do Porto e de Vila Nova de Gaia. Dois garotos, o Carlos e o Eduardo, gostam da mesma rapariga, a Teresinha. Um é audacioso, brigão, atrevido; o outro é de carácter tímido, bom, sossegado. A rivalidade vai-se acentuando e, um dia, para agradar à sua apaixonada, Carlos rouba, uma boneca. Teresinha sente-se inclinada para ele até que um dia, numa inocente brincadeira, Eduardo escorrega por um talude e cai ao lado de um comboio que passa. Todos pensam que Carlos o empurrou e todos passam a afastar-se dele, enquanto Eduardo sofre numa cama de hospital. Carlos pensa em fugir num barco ancorado no cais de Massarelos, mas tudo se esclarece por intervenção do dono da "loja das tentações" que vira o acidente e que, no final, tira todas as suspeitas de cima do jovem Carlos. E os garotos lá puderam de novo jogar aos polícias e ladrões, ao jogo do Aniki-Bobó...

## O Pintor e a Cidade
- Título original: O Pintor e a Cidade
- Ano: 1956
- Realizador: Manoel de Oliveira
- Companhia Produtora: Doperfilme
- Lugares de Rodagem: Porto
- Versão original: português
- Género: documentário
- Sinopse: Documentário sobre a cidade do Porto através das aguarelas do prestigiado pintor António Cruz. O artista sai do seu atelier e percorre toda a cidade. As imagens reais alternam com as impressões estéticas que o artista vai registando nas suas várias aguarelas.

## A Costureirinha da Sé
- Título original: A Costureirinha da Sé
- Ano: 1959
- Realizador: Manuel Guimarães
- Companhia Produtora: Produções Cinematográficas Vitória Filmes
- Lugares de Rodagem: Porto
- Versão original: português
- Género: longa metragem, comédia
- Sinopse: Crónica bairrista do Porto através de uma aguarela viva dos costumes populares portuenses, em que se sublinha a faina ribeirinha e o formigueiro humano da laboriosa cidade. Ao mesmo tempo, desenvolve-se uma acção típica entre a gente humilde e, em particular, no mundo fresco e colorido dum atelier de alta costura, uma frágil e ingénua história de amor, de que é protagonista Aurora, uma das jovens tripeiras que participam num Concurso do Vestido de Chita.

## Porto da minha Infância
- Título original: Porto da minha Infância
- Ano: 2001
- Realizador: Manoel de Oliveira
- Companhia Produtora: Tóbis Portuguesa; colaboração: Instituto Português de Cinema; Radiotelevisão Portuguesa; Centro Português de Cinema; Cinequipa.
- Lugares de Rodagem: Porto
- Versão original: português
- Género: documentário
- Prémios: Festival de Veneza 2001 - Selecção Oficial Fora de Competição; Festival de Montreal 2001 - "Nouveau Cinéma, Nouveaux Media" - "Portrait, Auto-Portrait"; Mostra de São Paulo 2001; Festival de Salónica 2001; Festival de Oslo 2001; Prémio Robert Bresson, atribuído pela Rivista del Cinematografo; Festival de Frankfurt 2002; Festival de Roterdão 2002 - Selecção oficial fora de competição; Festival de Mar del Prata (Argentina) 2002 - Selecção oficial fora de competição.
- Sinopse: Documentário feito por Manoel de Oliveira, a convite do produtor Paulo Branco, para a Porto 2001 - Capital Europeia da Cultura, proporcionando ao realizador a oportunidade de invocar o Porto da sua infância, graças a algumas das suas memórias.